# National Societies of Small European Countries
Die National Societies of Small European Countries (NASO-SEC), auch: Small European Countries’ National Societies bzw. Small European National Societies (SENS), sind ein im Oktober 2014 gegründet europaweites Netzwerk (Plattform) von nationalen Rotkreuz-Gesellschaften aus Kleinstaaten bzw. Zwergstaaten. Die Ziele sind der Informationsaustausch über globale humanitäre Fragen, Jugendaktivitäten und internationale Entwicklungsprogramme sowie humanitäre Hilfe im internationalen und nationalen Kontext.

## Mitglieder
Die Mitglieder sind:
- Andorra: Andorranisches Rotes Kreuz
- Island: Isländisches Rotes Kreuz
- Liechtenstein: Liechtensteinisches Rotes Kreuz
- Luxemburg: Luxemburger Rotes Kreuz
- Malta: Maltesisches Rotes Kreuz
- Monaco: Monegassisches Rotes Kreuz
- Montenegro: Montenegrinisches Rotes Kreuz
- San Marino: San-marinesisches Rotes Kreuz
- Zypern: Zypriotisches Rotes Kreuz

## Konferenzen
Das Netzwerk trifft sich seit 2014 einmal jährlich abwechslungsweise in einem der Mitgliedstaaten.
| Nummer | Jahr | Zeitraum            | Land          |       |
| ------ | ---- | ------------------- | ------------- | ----- |
| 1.     | 2014 | 2. – 3. Oktober     | Luxemburg     | [ 2 ] |
| 2.     | 2015 | 24. – 25. Juni      | Island        | [ 2 ] |
| 3.     | 2016 | 17. – 18. Oktober   | Monaco        | [ 3 ] |
| 4.     | 2018 | 12. – 13. April     | Malta         | [ 4 ] |
| 5.     | 2019 | 16. – 18. September | Zypern        | [ 5 ] |
| 6.     | 2022 |                     | Andorra       | [ 6 ] |
| 7.     | 2023 | 13. – 15. September | Liechtenstein | [ 7 ] |
| 8.     | 2024 |                     | Montenegro    | [ 8 ] |

## Ergebnisse
In Nepal begann nach dem Erdbeben von 2015 die Rotkreuz-Gesellschaften aus Monaco, Liechtenstein und Luxemburg eng zusammenarbeiteten, um das Rote Kreuz von Nepal und die betroffenen Gemeinden zu unterstützen, z. B. für den Bau von erdbebensicheren Häusern, Wasserstellen und Latrinen, Schutzmauern etc.
Die Rot-Kreuz-Organisation Monacos arbeitet mit Freiwilligen neben dem italienischen Roten Kreuz zusammen, um Migranten, die an der Grenze zwischen Italien und Frankreich gestrandet waren, zu unterstützen.